# Theroscopus esenbeckii
Theroscopus esenbeckii är en stekelart som först beskrevs av Johann Ludwig Christian Gravenhorst 1815.  Theroscopus esenbeckii ingår i släktet Theroscopus och familjen brokparasitsteklar. Arten är reproducerande i Sverige. Inga underarter finns listade i Catalogue of Life.